# 황훙청타이완아청스제웨이런차이선쭝퉁
황훙청타이완아청스제웨이런차이선쭝퉁(중국어 정체자: 黃宏成台灣阿成世界偉人財神總統, 병음: Huáng Hóngchéng Táiwān Ā Chéng Shìjiè Wěirén Cáishén Zǒngtǒng, 한자음: 황굉성대만아성세계위인재신총통, 1968년 3월 20일 ~ )은 타이완의 정치인으로, 작가이자 행위예술가다.